# Grand Prix Velké Británie 1998
Grand Prix Velké Británie 1998 (LI Foster's British Grand Prix) devátý závod 49. ročníku mistrovství světa jezdců Formule 1 a 41. ročníku poháru konstruktérů, historicky již 623. Grand Prix, se uskutečnila na okruhu Silverstone.

## Výsledky

### Kvalifikace
| Pořadí | Číslo | Jezdec                | Konstruktér         | Čas      | Odstup |
| ------ | ----- | --------------------- | ------------------- | -------- | ------ |
| 1      | 8     | Mika Häkkinen         | McLaren-Mercedes    | 1:23.271 | —      |
| 2      | 3     | Michael Schumacher    | Ferrari             | 1:23.720 | +0.449 |
| 3      | 1     | Jacques Villeneuve    | Williams-Mecachrome | 1:24.102 | +0.831 |
| 4      | 7     | David Coulthard       | McLaren-Mercedes    | 1:24.310 | +1.039 |
| 5      | 4     | Eddie Irvine          | Ferrari             | 1:24.436 | +1.165 |
| 6      | 2     | Heinz-Harald Frentzen | Williams-Mecachrome | 1:24.442 | +1.171 |
| 7      | 9     | Damon Hill            | Jordan-Mugen-Honda  | 1:24.542 | +1.271 |
| 8      | 14    | Jean Alesi            | Sauber-Petronas     | 1:25.081 | +1.810 |
| 9      | 15    | Johnny Herbert        | Sauber-Petronas     | 1:25.084 | +1.813 |
| 10     | 5     | Giancarlo Fisichella  | Benetton-Playlife   | 1:25.654 | +2.383 |
| 11     | 6     | Alexander Wurz        | Benetton-Playlife   | 1:25.760 | +2.489 |
| 12     | 16    | Pedro Diniz           | Arrows              | 1:26.376 | +3.105 |
| 13     | 17    | Mika Salo             | Arrows              | 1:26.487 | +3.216 |
| 14     | 12    | Jarno Trulli          | Prost-Peugeot       | 1:26.808 | +3.537 |
| 15     | 19    | Jos Verstappen        | Stewart-Ford        | 1:26.948 | +3.677 |
| 16     | 18    | Rubens Barrichello    | Stewart-Ford        | 1:26.990 | +3.719 |
| 17     | 21    | Toranosuke Takagi     | Tyrrell-Ford        | 1:27.061 | +3.790 |
| 18     | 23    | Esteban Tuero         | Minardi-Ford        | 1:28.051 | +4.780 |
| 19     | 22    | Šindži Nakano         | Minardi-Ford        | 1:28.123 | +4.852 |
| 20     | 20    | Ricardo Rosset        | Tyrrell-Ford        | 1:28.608 | +5.337 |
| 21     | 10    | Ralf Schumacher       | Jordan-Mugen-Honda  | bez času | —      |
| 22     | 11    | Olivier Panis         | Prost-Peugeot       | bez času | —      |

### Závod
| Pořadí | Číslo | Jezdec                | Konstruktér         | Kola | Čas/odstoupení | Start | Body |
| ------ | ----- | --------------------- | ------------------- | ---- | -------------- | ----- | ---- |
| 1      | 3     | Michael Schumacher    | Ferrari             | 60   | 1:47:02.450    | 2     | 10   |
| 2      | 8     | Mika Häkkinen         | McLaren-Mercedes    | 60   | +22.465        | 1     | 6    |
| 3      | 4     | Eddie Irvine          | Ferrari             | 60   | +29.199        | 5     | 4    |
| 4      | 6     | Alexander Wurz        | Benetton-Playlife   | 59   | +1 kolo        | 11    | 3    |
| 5      | 5     | Giancarlo Fisichella  | Benetton-Playlife   | 59   | +1 kolo        | 10    | 2    |
| 6      | 10    | Ralf Schumacher       | Jordan-Mugen-Honda  | 59   | +1 kolo        | 21    | 1    |
| 7      | 1     | Jacques Villeneuve    | Williams-Mecachrome | 59   | +1 kolo        | 3     |      |
| 8      | 22    | Šindži Nakano         | Minardi-Ford        | 58   | +2 kola        | 19    |      |
| 9      | 21    | Toranosuke Takagi     | Tyrrell-Ford        | 56   | +4 kola        | 17    |      |
| Ret    | 14    | Jean Alesi            | Sauber-Petronas     | 53   | Elektronika    | 8     |      |
| Ret    | 16    | Pedro Diniz           | Arrows              | 45   | Vyjetí z tratě | 12    |      |
| Ret    | 11    | Olivier Panis         | Prost-Peugeot       | 40   | Vyjetí z tratě | 22    |      |
| Ret    | 18    | Rubens Barrichello    | Stewart-Ford        | 39   | Nehoda         | 16    |      |
| Ret    | 19    | Jos Verstappen        | Stewart-Ford        | 38   | Motor          | 15    |      |
| Ret    | 7     | David Coulthard       | McLaren-Mercedes    | 37   | Vyjetí z tratě | 4     |      |
| Ret    | 12    | Jarno Trulli          | Prost-Peugeot       | 37   | Vyjetí z tratě | 14    |      |
| Ret    | 20    | Ricardo Rosset        | Tyrrell-Ford        | 29   | Vyjetí z tratě | 20    |      |
| Ret    | 23    | Esteban Tuero         | Minardi-Ford        | 29   | Vyjetí z tratě | 18    |      |
| Ret    | 15    | Johnny Herbert        | Sauber-Petronas     | 27   | Vyjetí z tratě | 9     |      |
| Ret    | 17    | Mika Salo             | Arrows              | 27   | Plynový pedál  | 13    |      |
| Ret    | 2     | Heinz-Harald Frentzen | Williams-Mecachrome | 15   | Vyjetí z tratě | 6     |      |
| Ret    | 9     | Damon Hill            | Jordan-Mugen-Honda  | 13   | Vyjetí z tratě | 7     |      |

## Průběžné pořadí šampionátu
Pohár jezdců
| Pořadí | Jezdec             | Body |
| ------ | ------------------ | ---- |
| 1      | Mika Häkkinen      | 56   |
| 2      | Michael Schumacher | 54   |
| 3      | David Coulthard    | 30   |
| 4      | Eddie Irvine       | 29   |
| 5      | Alexander Wurz     | 17   |

Pohár konstruktérů
| Pořadí | Konstruktér         | Body |
| ------ | ------------------- | ---- |
| 1      | McLaren-Mercedes    | 86   |
| 2      | Ferrari             | 83   |
| 3      | Benetton-Playlife   | 32   |
| 4      | Williams-Mecachrome | 19   |
| 5      | Stewart-Ford        | 5    |